# Francuski Czerwony Krzyż
Francuski Czerwony Krzyż (fr. Croix-Rouge française) – jedno z najstarszych narodowych stowarzyszeń Międzynarodowego Czerwonego Krzyża, utworzone w 1864 roku (przed wojną francusko-pruską), w czasie II wojny światowej obejmujące opieką m.in. dziesiątki tysięcy więźniów uwolnionych z obozów zagłady, towarzyszące wojskom alianckim w wyzwoleniu obozów Auschwitz-Birkenau, Dachau, Buchenwald; współcześnie aktywne w międzynarodowych akcjach pomocy m.in. ofiarom klęsk żywiołowych i katastrof.

## Historia
Najważniejsze wydarzenia:

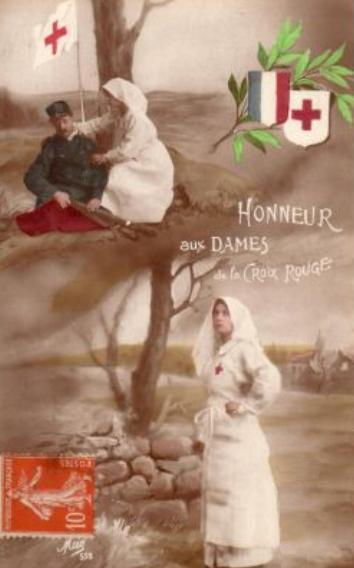
Francuska karta pocztowa z roku 1915, honorująca pielęgniarki z RCF

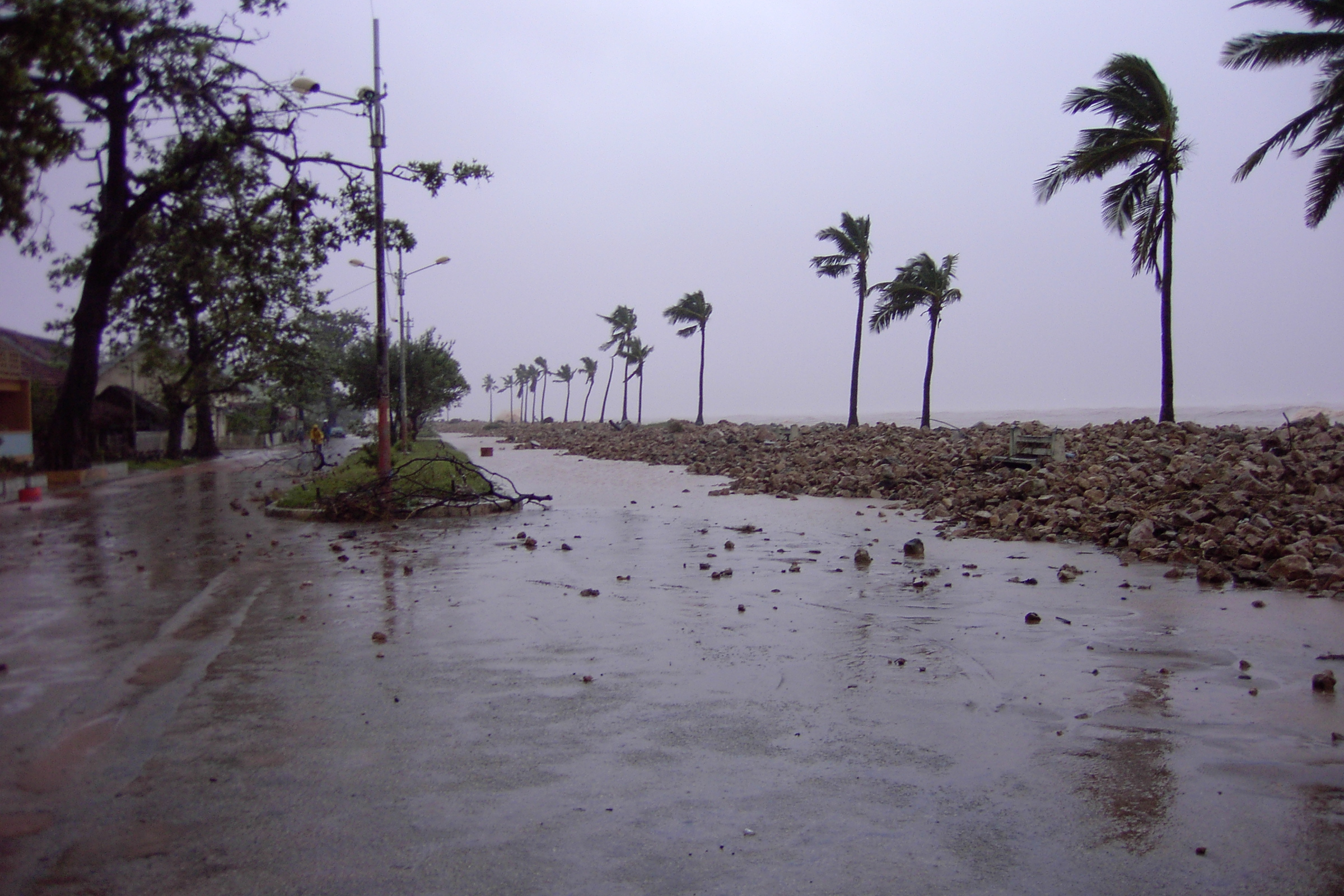
Cyklon w Mahajanga (Madagaskar, marzec 2004)

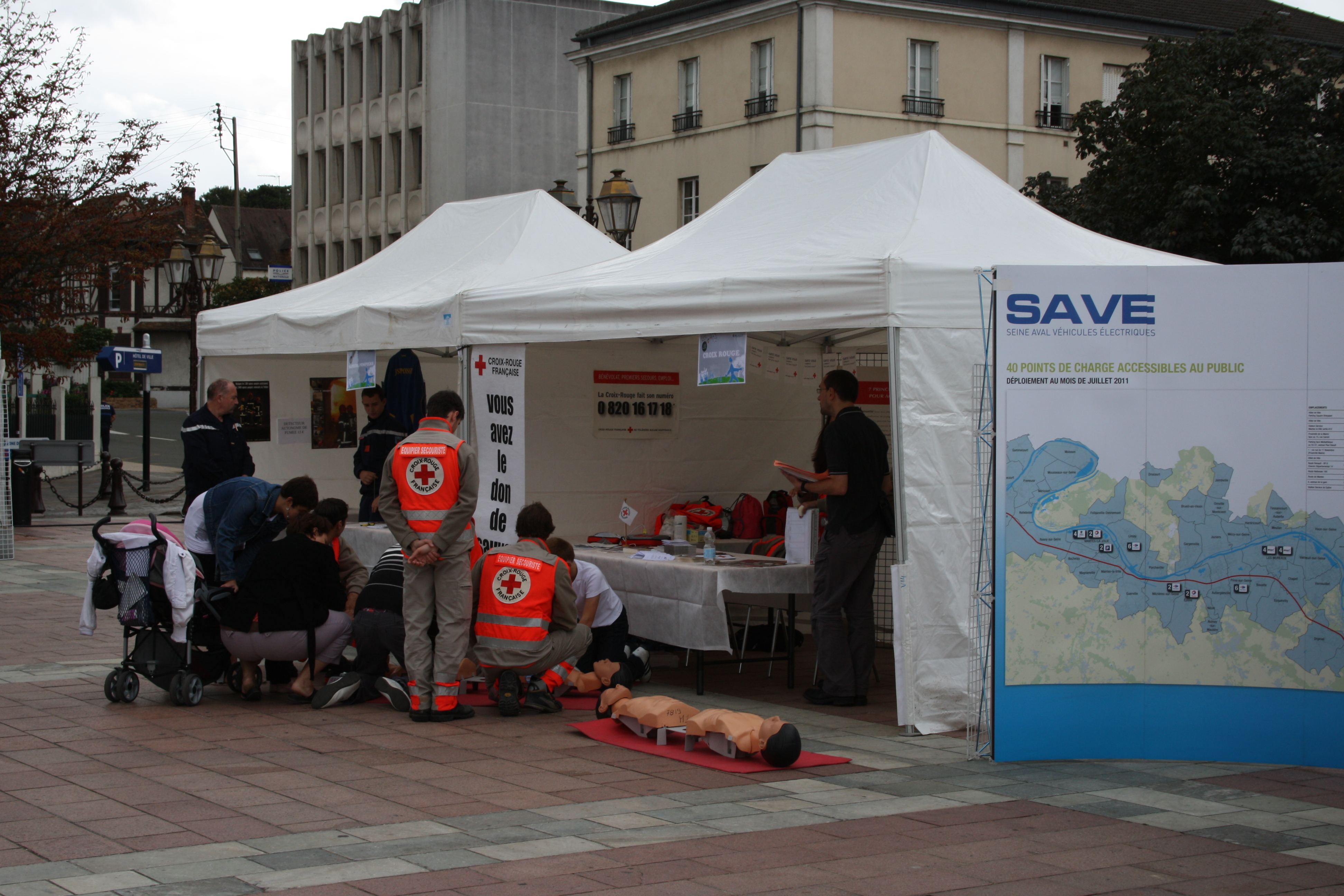
Szkolenie w zakresie pierwszej pomocy (2011)

- 25 maja 1864: utworzenie francuskiego Czerwonego Krzyża (CRF),
- 1870: utworzenie 400 lokalnych komitetów (wybuch wojny francusko-pruskiej),
- 1879: utworzenie  l'Association des Dames Françaises (ADF),
- 1881: utworzenie  l'Union des Femmes de France (UFF),
- 1907: utworzenie Centralnego Komitetu CRF,
- 1914–1918: I wojna światowa,
- 1919–1939: rekonstrukcja stowarzyszenia, działalność w zakresie ochrony zdrowia i opieki społecznej (walka z gruźlicą i chorobami wenerycznymi, przeciwdziałanie wysokiej śmiertelności niemowląt),
- 1939–1945: II wojna światowa,
- sierpień 1940: przyłączenie się ADF i UFF do CRF,
- 1942: utworzenie zespołów ratowniczych Equipes d'urgence,
- 1968: obecność zespołów CRF we wszystkich  wydarzeniach maja 1968,
- 1975: uchodźcy z Azji Południowo–Wschodniej (Accueil des réfugiés),
- 1998: Mistrzostwa Świata,
- 1999: mobilizacja dla Kosowa,
- wrzesień 1999: otwarcie Transit Center Sangatte,
- grudzień 1999: burze we Francji,
- 21 września 2001: eksplozja w fabryce nawozów azotowych AZF w Tuluzie[2],
- kwiecień 2003: program odbudowy po zakończeniu konfliktu w Iraku,
- sierpień 2003: fala upałów, uruchomienie placówek w szpitalach i domach opieki,
- luty 2004: uruchomienie programu JAPD (szkolenia w zakresie pierwszej pomocy)[b],
- marzec 2004: interwencja na Oceanie Indyjskim (Madagaskar) w czasie cyklonu Gafilo (PIROI, Plateforme d’intervention régionale pour l’océan indien).

## Organizacja i działalność
Jak inne narodowe organizacje Ruchu Czerwonego Krzyża RCF jest przede wszystkim stowarzyszeniem wolontariuszy. Świadczy usługi (non-profit) w takich sektorach, jak pomoc społeczna, opieka zdrowotna, oświata. Stowarzyszanie skupia ponad 53 tys. wolontariuszy i prawie 18 tys. pracowników. Jest kierowane przez Walne Zgromadzenie, Radę Dyrektorów, Prezesa (22 czerwca 2013 roku prezesem został Jean-Jacques Eledjam, wolontariusz CRF od roku 2004) i biuro krajowe. Dodatkowo działa krajowy komitet nadzorczy i komitet ekspertów, zajmujących się poradnictwem i monitorowaniem.
Działalność jest finansowana przede wszystkim ze środków prywatnych (darowizny od osób fizycznych i instytucji, działalność usługowa CRF). Sprawozdania z działalności, w tym roczne raporty finansowe, są udostępniane na internetowej stronie stowarzyszenia.
W Strategii 2015 przewidziano przede wszystkim skupienie się na potrzebach:
- ofiar wypadków lub kryzysu,
- ludzi w sytuacji niestabilnej lub wykluczonych m.in. z powodów ekonomicznych, psychologicznych, fizycznych, społecznych,
- więźniów potrzebujących reintegracji,
- migrantów,
- zaniedbanych dzieci,
- osób starszych,
- niepełnosprawnych i chorych, pozbawionych opieki np. ze względu na izolację geograficzną, analfabetyzm, bariery językowe.